# Jean-Marie Delage
Pour les articles homonymes, voir Delage.
Jean-Marie Delage est un professeur et médecin québécois né à Saint-Basile-de-Portneuf en 1922 et mort le 14 février 2000.

## Honneurs
- 1978 : Prix Michel-Sarrazin
- 1988 : Prix de l'œuvre scientifique (AMLFC)